# Rio Marituba
O rio Marituba é um curso de água que banha o estado de Alagoas, no Brasil.

## Etimologia
"Marituba" procede do tupi antigo umarityba, que significa "ajuntamento de umaris (Poraqueiba paraensis e Poraqueiba cericea, plantas da família das Icacinaceae)", através da composição de umari (umari) e tyba (ajuntamento).